# Sakägare
Sakägare är i juridik en person eller ett företag som är berörd av en särskild fråga som är föremål för prövning i domstol eller av myndighet. Vid tillståndsprövning enligt miljöbalken är varje person som kan tillfogas skada eller utsättas för annan olägenhet genom den verksamhet för vilken tillstånd söks, om risken för skada eller olägenhet rör ett av rättsordningen skyddat intresse och inte är enbart teoretisk eller helt obetydlig, att anse som sakägare.
- Vid omprövning av villkor enligt 24 kap. 8 § miljöbalken avseende utsättning av fisk som kompensation för skador på fiske har utsättningen ansetts ha betydelse även för det enskilda fisket även om utsättningen primärt skulle ha syftat till att kompensera för skador på allmänt fiske. Enskilda som genom ändrad utsättning kunde tillfogas skada eller annan olägenhet var därför att anse som sakägare enligt Miljööverdomstolen.[1]
- Genom fastighetsreglering upphävdes ett servitut avseende rätt till överfart över en järnväg. Järnvägsövergången var enda utfart från ett fritidshus beläget på ett område av den härskande fastigheten som var upplåtet med nyttjanderätt. Nyttjanderättshavaren har ansetts vara sakägare vid fastighetsbildningsförrättningen.[2]
- Tillsynsmyndigheten hade godkänt anläggande och drift av en knattecrossbana. Ett antal närboende ansågs inte ha rätt att överklaga beslutet. Miljööverdomstolen fann däremot att boende på ett avstånd om 800 - 1 000 meter från banan, vars fastigheter även låg nära en tillfartsväg till området, var sakägare.[3]
- Miljööverdomstolen fann att närboende sakägare kan överklaga beslut eller dom om tillstånd trots att denne inte fört talan i underinstans.[4]